# 金伯利狸藻
金伯利狸藻（学名：Utricularia kimberleyensis）为狸藻属一年生陆生食虫植物。其种加词“kimberleyensis”来源于西澳大利亚金伯利。其分布于西澳大利亚北部丹皮尔半岛至达尔文附近地区。